# Censura en Irán

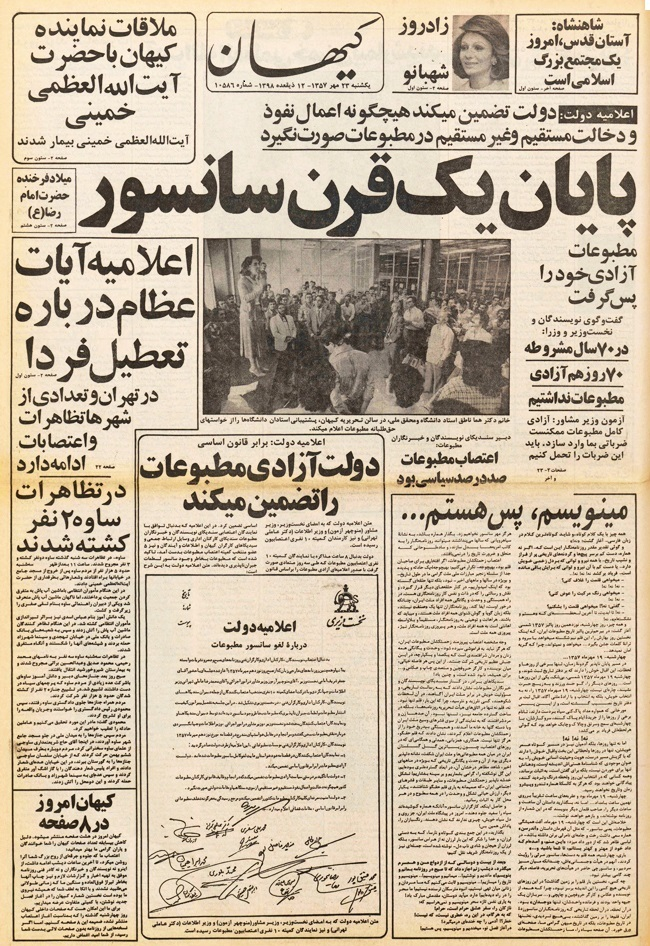
Periódico Keyhan 23 Mehr 1357 -15 Oct 1979

La censura en Irán es el control de los órganos estatales de la República Islámica y las autoridades religiosas sobre el contenido y la difusión de información, incluidos materiales impresos, obras musicales y escénicas, obras de arte, obras cinematográficas y fotográficas, transmisiones de radio y televisión, con el objetivo de limitar o prevenir la difusión de ideas e información que el gobierno considere perjudicial o indeseable.
En 2019, Reporteros Sin Fronteras clasificó a Irán en el puesto 170 de 180 países en el Índice Mundial de Libertad de Prensa. Este índice enumera los países del 1 al 180 según el nivel de libertad que tienen los periodistas para hacer su trabajo. Reporteros sin Fronteras describió a Irán como "uno de los países más represivos del mundo para los periodistas durante los últimos 40 años". En el índice Freedom House, Irán también tiene una puntuación baja en derechos políticos y libertades civiles y se clasifica como "no libre".
Irán es uno de los países más fuertes en la censura de Internet. El gobierno iraní y los Cuerpos de la Guardia Revolucionaria Islámica están interesados en bloquear todas las redes sociales como Facebook y Twitter. La censura de Internet en Irán y el NIN funcionan como el Gran Cortafuegos de China con un monitoreo más estricto y el NIN se dio a conocer durante las protestas iraníes de 2019. Sin embargo, los políticos iraníes ordenaron aumentar la censura de Internet en Irán, especialmente las redes sociales como Facebook y YouTube para los iraníes, pero los políticos iraníes la usan principalmente. Por lo tanto, debido a la censura de Internet en Irán, el uso de Internet es muy desagradable para la gente. los turistas han viajado a Irán e incluso al pueblo iraní. 
A partir del 17 de noviembre de 2019, en respuesta a las protestas iraníes de 2019, debido a la censura de Internet en Irán, un cierre de Internet se redujo el tráfico de Internet de Irán en el país un 5 % de los niveles normales.

## Historia
Irán tiene una larga historia de censura. Las medidas especialmente reactivas en las que la información en los periódicos, la televisión o Internet se oculta al público han estado presentes durante siglos. Estas formas de censura se utilizaron para suprimir la oposición y para influir en la opinión pública. La censura en Irán se produce en oleadas paralelas a las crisis políticas. En situaciones de crisis, el Estado intenta recuperar el poder controlando los flujos de información y negando así la influencia de los grupos de oposición en el debate público. Durante la crisis que siguió a la nacionalización de la industria petrolera en la década de 1950, se intensificó la censura para proteger la reputación del Sha. Durante la década de 1970, en los años anteriores a la revolución, la censura estaba menos presente en la sociedad iraní. Esto generó grandes avances en la producción de literatura iraní. Sin embargo, en los años posteriores a la revolución la censura se intensificó nuevamente. Los nuevos líderes islámicos intentaron consolidar su poder imponiendo nuevas regulaciones. Y, por último, en la crisis posterior a las elecciones de 2009, se cerraron los canales de comunicación para evitar grandes revueltas.

## Agenda

### Política
La censura en Irán se considera en gran medida una medida para mantener la estabilidad del país. La censura ayuda a evitar que los defensores reformistas, contrarrevolucionarios o religiosos no aprobados, pacíficos o no, se organicen y difundan sus ideales. En 2007, por ejemplo, cinco mujeres fueron acusadas de "poner en peligro la seguridad nacional" y condenadas a prisión por recoger más de un millón de firmas en apoyo de la abolición de leyes que discriminan a la mujer.
Algunos de los temas explícitamente prohibidos en los medios de comunicación por el Consejo Supremo de Seguridad Nacional incluyen los problemas económicos de Irán, la posibilidad de nuevas sanciones internacionales dirigidas al programa nuclear de Irán, las negociaciones con los Estados Unidos sobre Irak, los tabúes sociales, los disturbios entre las minorías étnicas de Irán y las detenciones en 2007 de Haleh Esfandiari, Kian Tajbakhsh y Ali Shakeri.

### Medios de comunicación
Dos notables represiones contra la prensa iraní ocurrieron entre el 7 y el 11 de agosto de 1979, a principios de la Revolución Islámica cuando las fuerzas de Jomeini estaban consolidando el control y decenas de periódicos no islamistas fueron prohibidos bajo una nueva ley de prensa que prohíbe "políticas y actos contrarrevolucionarios".
A pesar de la prohibición de la televisión por satélite, los platos salpican muchos tejados iraníes y la gente tiene acceso a docenas de canales en persa, incluido Voice of America, que transmiten una dosis diaria de política y entretenimiento. El 30 por ciento de los iraníes ve canales por satélite, pero los observadores dicen que es probable que las cifras sean más altas. 
Varios servicios de radio extranjeros no autorizados también transmiten a Irán en onda corta y encuentran interferencias ocasionales por parte del gobierno iraní debido a su naturaleza controvertida. Dichos servicios incluyen un popular programa telefónico de Kol Yisrael, donde las personas que llaman deben marcar un número en Europa para ser redirigidas al estudio en Israel con el fin de protegerse contra la persecución por comunicarse con un estado enemigo. 
En marzo de 2009, Amoo Pourang (tío Pourang), un programa de televisión infantil iraní visto por millones de niños iraníes tres veces por semana en la televisión estatal, fue retirado después de que un niño que aparecía en el programa llamado su mono mascota "Mahmud Ahmadineyad", en directo. 
En septiembre de 2017, Reporteros Sin Fronteras (RSF) condenó al sistema judicial y los servicios de inteligencia iraníes (VEVAK) por sus intentos de presionar a los periodistas iraníes en el extranjero y a sus familias que aún se encuentran en Irán para influir en las secciones de lengua persa de la prensa internacional. medios de comunicación como el servicio persa de la BBC para transmitir programas y noticias a favor del gobierno.

#### Internet
En la primera década del siglo XXI, Irán experimentó un gran aumento en el uso de internet y con 20 millones de personas en la web, actualmente tiene el segundo porcentaje más alto de su población en línea en el Medio Oriente, después de Israel. Cuando se introdujeron inicialmente, los servicios de internet proporcionados por el gobierno dentro de Irán eran comparativamente abiertos. Muchos usuarios vieron internet como una manera fácil de eludir las estrictas leyes de prensa de Irán. En los últimos años, a los proveedores de servicios de internet se les ha dicho que bloqueen el acceso a sitios web pornográficos y antirreligiosos. La prohibición también se ha dirigido a plataformas de juegos como Steam, así como a sitios de redes sociales populares como Facebook y YouTube, junto con algunos sitios web de noticias. 
El uso de internet también se ha cerrado en todo el país para limitar la organización de protestas. El gobierno iraní y la Guardia Revolucionaria Islámica Sepah siempre están bloqueando redes sociales populares como Facebook, Twitter y más. Pero decidieron cerrar internet durante las protestas en Irán en 2019. Muchas empresas de internet cerraron durante la protesta iraní de 2019-2020.

#### Medios prohibidos
En 2010, el gobierno iraní comenzó a utilizar recortes y otras técnicas de edición para censurar películas extranjeras consideradas ofensivas o inmorales. La idea detrás de esto era que los ciudadanos dejarían de buscar versiones ilegales y sin censura si se transmitían versiones aprobadas de las películas. La censura eliminó lo siguiente: bebidas alcohólicas, brujería, hombres y mujeres sentados demasiado juntos o tocándose, primeros planos de rostros de mujeres, escotes bajos en las camisas y muchos otros. En ocasiones, las personas se eliminan o los objetos se colocan estratégicamente para cubrir lo que se considera inapropiado. Por ejemplo, un escote bajo en la camisa de una mujer se edita para que sea más modesto. El diálogo en películas extranjeras a menudo se reescribe. Por ejemplo, las implicaciones románticas se reemplazan con propuestas de matrimonio.